# Enric Mas Nicolau
Enric Mas i Nicolau (Artà, 7 de gener de 1995) és un ciclista mallorquí professional des del 2016. Actualment milita a l'equip Movistar Team.
Format com amateur a l'equip de promeses d'Alberto Contador, el primer any com a professional aconseguí el triomf a la Volta a l'Alentejo, i el Tour de Savoia Mont Blanc.
A la temporada 2018 aconsegueix la seva primera victòria del circuit World Tour, imposant-se en solitari a la 6a etapa de muntanya de la Volta al País Basc amb final al Santuari d'Arrate. A finals d'aquell mateix any fou segon de la Volta a Espanya, cursa en què guanyà l'etapa reina amb final al Santuari de Canòlic.

## Palmarès
- 2012
  -  Campió d'Espanya júnior en contrarellotge
- 2015
  - Vencedor d'una etapa a la Volta al Bidasoa
- 2016
  - 1r a la Volta a l'Alentejo i vencedor d'una etapa
  - 1r al Tour de Savoia Mont Blanc
- 2018
  - Vencedor de la 6a etapa de la Volta al País Basc
  - Vencedor d'una etapa de la Volta a Espanya.  1r de la Classificació dels joves i 2n de la classificació general
- 2019
  - 1r al Tour de Guangxi i vencedor d'una etapa
- 2021
  - Vencedor d'una etapa a la Volta a la Comunitat Valenciana
- 2022
  - 1r al Giro de l'Emília

### Posició a la classificació general a les grans voltes
| Cursa | Cursa           | 2017 | 2018 | 2019 | 2020 | 2021 | 2022 | 2023 | 2024 | 2025 |
| ----- | --------------- | ---- | ---- | ---- | ---- | ---- | ---- | ---- | ---- | ---- |
|       | Giro d'Itàlia   | —    | —    | —    | —    | —    | —    | —    | —    |      |
|       | Tour de França  | —    | —    | 22è  | 5è   | 6è   | Ab.  | Ab.  | 19è  |      |
|       | Volta a Espanya | 71è  | 2n   | —    | 5è   | 2n   | 2n   | 6è   | 3r   |      |